# Доминантсептаккорд
Доминантсептаккорд (малый мажорный септаккорд V ступени) — септаккорд, строящийся на пятой ступени (доминанте) мажора и гармонического минора. В классической гармонии он обозначается как {\displaystyle D_{7}} или {\displaystyle V_{7}}. Доминантсептаккорд в функциональном отношении является наиболее полно выраженной доминантой. 

## Обращения
| Ступень                  | Вид              | Название                      | Интервальный состав | Обозначение |
| ------------------------ | ---------------- | ----------------------------- | ------------------- | ----------- |
| V                        | Основной аккорд  | Доминантсептаккорд            | б. 3 + м. 3 + м. 3  | D7 или V7   |
| VII (мажор) VII+ (минор) | Первое обращение | Доминантовый квинтсекстаккорд | м. 3 + м. 3 + б. 2  | D65 или V65 |
| II                       | Второе обращение | Доминантовый терцквартаккорд  | м. 3 + б. 2 + б. 3  | D43 или V43 |
| IV                       | Третье обращение | Доминантовый секундаккорд     | б. 2 + б. 3 + м. 3  | D2 или V2   |

## Описание
Доминантсептаккорд ― главный септаккорд доминантовой функциональной группы, объединяющий в своём составе трезвучия пятой и седьмой ступеней. Яркая неустойчивость гармонии, её выраженное тяготение в тонический центр обуславливается образованием тритона между диссонирующим тоном септимы и вводным звуком тональности – высокой седьмой ступенью, приходящейся на терцию аккорда. Переход доминантсептаккорда в тоническое трезвучие является основанием для образования мажорно-минорной системы ладов и носит название разрешения доминантсептаккорда. 
По своей структуре (малый мажорный) септаккорд пятой ступени является акустически правильным диссонансом, так как состоит из первых семи гармоник натурального звукоряда доминанты.
Для примера рассмотрим звукоряд До-мажора (C, D, E, F, G, A, B, C — до, ре, ми, фа, соль, ля, си, до):
Пятая нота — G (соль) — является доминантой До-мажора. Начинаем строить септаккорд с неё (но не с До), и получаем доминантсептаккорд, состоящий из нот G-B-D-F (соль, си, ре, фа), который так и называется — доминантсептаккорд от ноты соль или G7 (эстрадно-джазовая цифровка).
В тональности Фа-мажор доминантой является «до», а в доминантсептаккорд входят ноты C, E, G, Bb (B бемоль) — до (первая гармоника), ми (третья гармоника), соль (пятая гармоника) и си-бемоль (седьмая гармоника).

## Разрешение
Полный доминантсептаккорд разрешается в неполное тоническое трезвучие (без квинтового тона) с утроенной примой, при этом септимовый тон должен вестись только вниз на большую (в миноре) или малую (в мажоре) секунду, переходя в терцовый тон тонического трезвучия (так называемое автентическое разрешение септимы). Остальные голоса, составляющие по сути доминантовое трезвучие, идут по следующим правилам: бас восходящим квартовом или нисходящим квинтовом скачком переходит в приму лада, в неё же разрешаются терцовый (вводный) и квинтовый тоны. Таким образом, тоническое трезвучие оказывается неполным.   
Если вводный тон находится в одном из средних голосов, его можно вести ходом на терцию вниз, тогда трезвучие получается полным. Также встречается понятие прерванного оборота. В данном случае доминантсептаккорд разрешается в трезвучие шестой ступени (оборот прерывается).
Сам доминантсептаккорд также может быть неполным: в таком случае в нём пропускается квинтовый тон и удваивается основной. Неполный доминантсептаккорд может быть разрешён в полное тоническое трезвучие.
Обращения доминантсептаккорда применяются без пропусков тонов и разрешаются в полные тонические аккорды (пятая ступень, содержащаяся в верхнем голосе, остаётся на месте; в остальном правила голосоведения те же, что и при разрешении основного {\displaystyle D_{7}}).

## Таблица доминантсептаккордов
| Аккорд | Основной тон | Большая терция | Чистая квинта | Малая септима |
| ------ | ------------ | -------------- | ------------- | ------------- |
| C7     | C            | E              | G             | B♭            |
| C♯7    | C♯           | E♯ (F)         | G♯            | B             |
| D♭7    | D♭           | F              | A♭            | C♭ (B)        |
| D7     | D            | F♯             | A             | C             |
| D♯7    | D♯           | F (G)          | A♯            | C♯            |
| E♭7    | E♭           | G              | B♭            | D♭            |
| E7     | E            | G♯             | B             | D             |
| F7     | F            | A              | C             | E♭            |
| F♯7    | F♯           | A♯             | C♯            | E             |
| G♭7    | G♭           | B♭             | D♭            | F♭ (E)        |
| G7     | G            | B              | D             | F             |
| G♯7    | G♯           | B♯ (C)         | D♯            | F♯            |
| A♭7    | A♭           | C              | E♭            | G♭            |
| A7     | A            | C♯             | E             | G             |
| A♯7    | A♯           | C (D)          | E♯ (F)        | G♯            |
| B♭7    | B♭           | D              | F             | A♭            |
| B7     | B            | D♯             | F♯            | A             |

## Исторические сведения
Традиционно считается, что первым композитором в истории европейской музыки, широко использовавшим доминантсептаккорд, был Клаудио Монтеверди (1567–1643). 